# Bager
En bager er en person, der bager og sælger bagværk som brød, kager og lignende fødemidler. Bagere forveksles sommetider med konditorer. En bager arbejder i et bageri.

## Bagningens historie
De første mennesker, som bagte brød, var de gamle egyptere fra o. 8000 f.kr.
I middelalderen havde de fleste godser et bageri, som egentlig var en offentlig ovn; husmødre kunne komme til bageren med dej, de havde forberedt, og han ville bage dejen til brød. Efterhånden begyndte bagerne at bage deres egne varer.

## Moderne bagere
I dag arbejder nogle bagere som ansatte, mens andre ejer deres egne butikker. Bagere arbejder ofte i:
- Små uafhængige bagerier. De er ofte familieejede forretninger. De kan specialisere sig i bestemte former for produkter som surdej.
- Butikskæder. I de seneste år har der været en stigning i antallet af butikskæder (Føtex og Super Brugsen) som sælger det samme udvalg. Bagerne i disse butikker bager efter en forudbestemt opskriftsamling af bagemix. Det kan føre til frustration, da nogle bagere ikke er enige i de teknikker, der bruges af franchise-modellen.
- Store fabrikker producerer brød og lignende produkter, som transporteres til flere forhandlere i en region, heriblandt supermarkeder. Bagerne der er oftest for at kvalitetskontrollere, da maskiner tager sig af det meste egentlige arbejde.

## Galleri
- En bagerbutik i Oslo, Norge.
- En bager i arbejde.
- Et bageri i Paris.